# المتلازمة الفلبينية (الرهاب عند الطفل)

هي متلازمة ثقافية فلبينية حيث يُعتقد أن زيارة شخص غريب تسبب حمى وتشنجات لدى الطفل (رضيعًا أو طفلا صغيرا). 
في بعض المناطق، يُقال أن حالة الطفل  نتجت عن وجود شخص غريب بعين شريرة أو masamang mata وعندها يقال أن الطفل مصاب ب«العين الشريره». ربما يكون سبب هذه الخرافة انهم  تاثروا بقدوم الإسبان الذين آمنوا منذ فترة طويلة بخرافات مال دي أوجو ‘Mal de Ojo’ 
و «مال دي أوجو»، أو العين الشريرة، هي خرافة واسعة الانتشار متجذرة في أوروبا في العصور الوسطى ومنتشرة في أمريكا اللاتينية. الفكرة من وراء الخرافة هي أن النظرة يمكن أن تلعن الناس حرفياً، وخاصة الأطفال، وتجعلهم مرضى. يتم استخدام التمائم في جميع أنحاء أمريكا اللاتينية وإسبانيا للحماية من العين الشريرة، ويتم الاعتماد على العلاجات الشعبية والأطباء السحرة لعلاج لعناتها. 
بمجرد أن يصاب الطفل، تبدأ الحمى والتشنجات بالظهور في بعض الأحيان. ومن المتعارف عليه أن العلاج يكون  بوضع ملابس الطفل  في ماء مغلي. في معظم الأماكن الأخرى، لمواجهة آثار هذه المتلازمة، يُطلب من الغريب أو الوافد الجديد وضع بعض لعابه على بطن أو كتف أو جبهة الطفل وتفسير وضع اللعاب لجعل الغريب  مألوفًا أكثر للطفل، وبالتالي يقلل إن لم يزيل التوترلدى الطفل)  قبل مغادرة الغريب المنزل. يتم وضع اللعاب على الإصبع أولاً، قبل فرك الإصبع على بطن الطفل أو جبهته ثم يغادر الوافد الجديد وهو يقول كلمة: "Pwera usog ... pwera usog ...". الغريب لا يلعق الطفل أبدًا. 
وقد تم تفسير ذلك أن هناك ملاحظات مفادها أن شخصًا غريبًا (أو وافدًا جديدًا أو حتى قريبًا زائرًا) خاصة الشخص الذي يتمتع بشخصية قوية (كبير جسديًا، صاخب، لديه رائحة قوية، متسلط، إلخ) قد يزعج الطفل بسهولة. وبالتالي، يُقال إن الطفل «مقهور»  وبالتالي قد يشعر بالخوف ويصاب بالحمى ويمرض. 
ويقال أيضًا انه في أزمة usog ، يكون ضيق الطفل وحزنه  نتيجة لفشله  في التكيف مع التغيير. إنه، من الناحية الطبية، نتيجة اضطراب التوازن من خلال المنبهات (من المنبهات العقلية  (أن يُنظر الطفل  إلى الشخص الغريب على أنه تهديد، أو خبيث أو متطلب)) الجسدية (الغريب لديه أيدي ثقيلة أو يشغل مساحة كبيرة) أو الفسيولوجية  (من المنبهات الفسيولوجية صوت مرتفع  للغريب يؤذي طبلة أذن الطفل؛ رائحة قوية للغريب تزعج أعصاب أنف الطفل)  التي يسببها الشخص الغريب ويشعر الطفل هنا بتناقض مؤلم، حقيقي أو متخيل، بين متطلبات الموقف من ناحية وما يملكه من موارده الاجتماعية أو البيولوجية أو النفسية من ناحية أخرى. 
ولاخذ لعاب الغريب يشترط ان يكون هذا الغريب يتمتع بصحة جيدة لإعطاء لعابه إلى الطفل، وهذا لعمل تعقيم عن طريق الفم، وهذا اللعاب يحتوي على ما يكفي من المركبات المضادة للميكروبات مثل اللاكتوفيرين واللاكتوبيروكسيديز والغلوبولين المناعي الإفرازي أ الذي يمكن أن يساعد في إزالة مسببات الأمراض من الجراثيم. وينفع الطفل ضد العدوى. علاوة على ذلك، يحتوي اللعاب البشري على مادة الأفيورفين، وهي مادة مسكنة للألم. تظهر الأبحاث الأولية التي أجريت على الفئران أن المركب له تأثير مسكن للألم يصل إلى ستة أضعاف تأثير المورفين. إنه يعمل عن طريق وقف الانهيار الطبيعي للمواد الأفيونية الطبيعية المسكنة للألم في العمود الفقري، والتي تسمى إنكيفالين. الأبيورفين الموجود في لعاب الإنسان هو جزيء بسيط نسبيًا، وقد يؤدي الجهاز المناعي للطفل إلى إطلاق سلسلة كيميائية حيوية (نظام مكمل) لإنتاج مركبات أخرى تعمل على تقليل التوتر. 

والأكثر عرضة لهذه المتلازمة هم الأطفال أو حتى البالغون الذين يعانون من الخجل أو ضعف الشخصية وأعراضه لدى البالغين هي  القيء وآلام المعدة بدلاً من الحمى وعلاجه للبالغين عن طريق منع شخص الغريب أوالزائر من تحية الشخص البالغ المعرض لهذه الأزمة وتعرض البالغين هو الأقل شيوعًا. 
ومن الممكن أن يكون سبب هذه الأزمة بسيطًا مثل مدح الطفل الخجول من قبل أحد الأقارب الزائرين يعرضه لهذه المتلازمة. 
يقول الباحثون الذين يتعاملون مع علم النفس الفلبيني، أكثر من الأشخاص الخرافيين، إنهم لاحظوا هذه الظاهرة بانتظام واقترحوا إضافتها إلى كتيب الاضطرابات النفسية DSM-V